# Huizen aan een gracht te Amsterdam
Huizen aan een gracht te Amsterdam (Oudezijds Achterburgwal, twee deuren in het midden) is een tekening van de Nederlandse kunstenaar Willem Witsen, gemaakt tussen 1906 en 1907, krijt en waterverf op papier, 53,6 × 72,5 centimeter groot. Het toont de verweerde gevels van enkele grachtenpanden, met rigoureuze afsnijdingen aan alle zijdes. Het werk bevindt zich thans in de collectie van het Rijksmuseum Amsterdam.

## Context
Witsen voer vaak op een bootje door de Amsterdamse grachten om vanuit een laag standpunt zijn visie op de stad te geven. Vaak deed hij dat in alle vroegte, als er nog nauwelijks mensen op de been waren. Op die momenten meende hij de stemming van de stad het beste te kunnen vangen, doorgaans in de buurt van de Oude Schans, de Kromme Waal, de Prins Hendrikkade en Uilenburg. Hij schreef: "wat ik dan gewaar wordt is één brok Amsterdam, iets dat je nergens anders zou kunnen vinden, iets ook, dat nooit gemaakt is, 'k bedoel: dingen waarin het eigen karakter van Amsterdam is uitgedrukt. De Dam van Breitner en die van Ietje, toch van het belangrijkste wat hier gemaakt is, geven nauwelijks iets van het eigen karakter van de stad - zoals trouwens geen van Breitner z'n schilderijen hiervandaan. En daarom lijkt het mij zo curieus, omdat Amsterdam zo geweldig mooi is in z'n eigen mooiheid, <...> zo curieus omdat er zo veel schilders wonen, en geen schijnt het te zien".
In zijn realistisch uitgewerkte stadsgezichten creëert Witsen bewust een gevoel van verstilling en aanwezigheid. De kijker krijgt het gevoel alsof niet Witsen maar hijzelf in de vroege kille ochtend over de troebele grachten vaart. Witsen zag het overbrengen van de door hem ervaren stemmingen als belangrijkste doel van zijn kunstenaarschap.

## Afbeelding

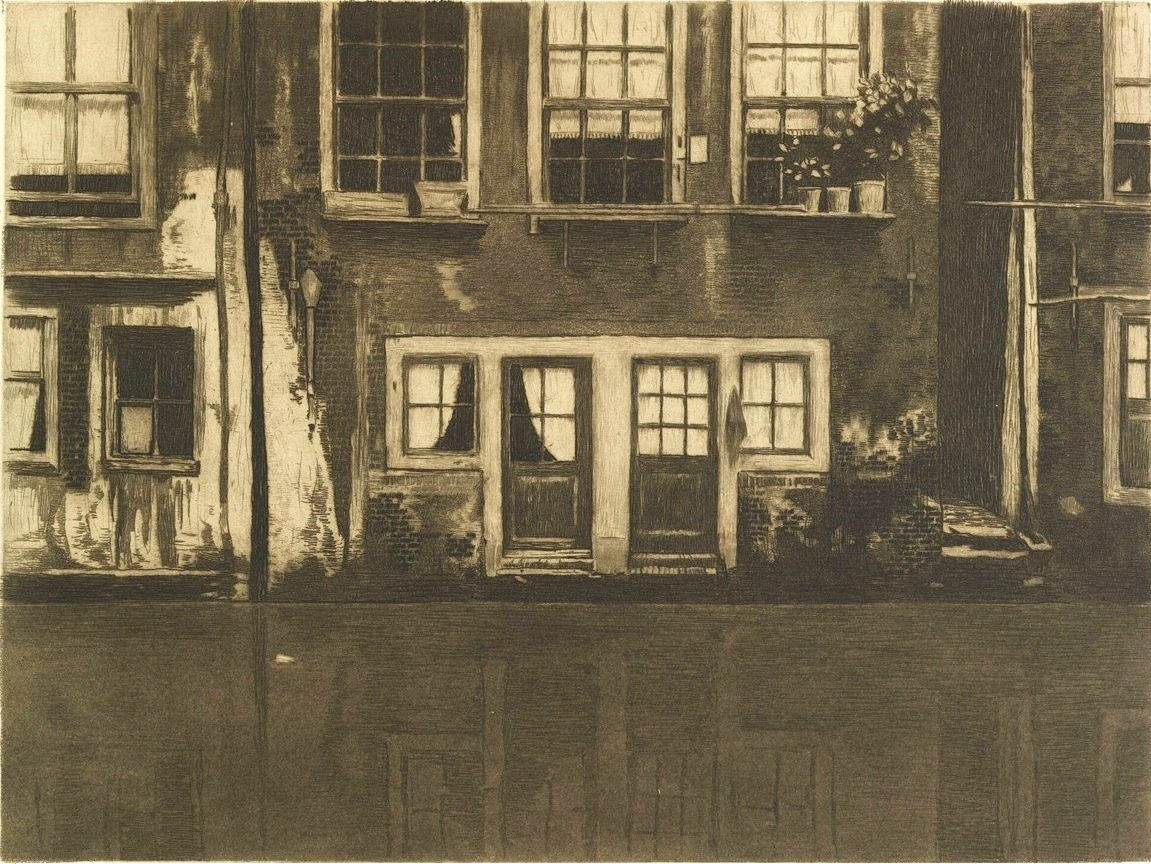
Ets, zelfde huizen, gespiegeld, Boymans Van Beuningen.

Huizen aan een gracht te Amsterdam maakt deel uit van een reeks etsen en aquarellen die Witsen vanaf een laaggelegen standpunt in een bootje maakte van enkele huizen langs een gracht. Daarbij zocht hij steeds naar de meest evenwichtige uitsnede, waarbij hij er niet voor terugschrok om slechts een deel van een raampartij weer te geven, of slechts de onderkant van een kozijn. Deze radicale wijze van afsnijding verraadt de invloed van de fotografie. Hoewel Witsen zich ook nadrukkelijk als fotograaf onderscheidde, wijzen de diverse bewaard gebleven studies niettemin op een uitwerking "naar de werkelijkheid", en niet op basis van een foto.
Witsen geeft de achtergevels van de huizen weer als een raster van horizontale en verticale lijnen, waardoor zijn composities iets abstracts krijgen. Tegelijkertijd weet hij door de stemmige invulling van de vlakken de melancholieke sfeer te behouden die eigenlijk zijn hele oeuvre typeert. De sfeer die om deze werken hing werd door de recensent Jan Kalf in Het Vaderland omschreven als "oude huizen, waggelend uit donker stilstaand water, <...>, in grachten die het dode van de winter te aanschouwen geven".
In Huizen aan een gracht te Amsterdam toont Witsen een uitgesproken gevoel voor de materie door de verschillende lagen van de gevels uiterst realistisch tot in het kleinste detail uit te werken. De bakstenen worden stuk voor stuk zichtbaar onder het afgebrokkelde pleisterwerk. In bestorven kleuren schildert hij doodse water beneden "schmutzig-witte" muren en brengt hij bij elkaar horende licht en schaduwplekken aan. Met de felle kleuren van de bloemen in de bloempotten voegt hij extra accenten toe. Regenpijpen, muurankers en andere details, zoals de teil in het water rechtsonder, zijn minutieus en met veel zorg weergegeven. Alles weerspiegelt zich evenwichtig in het grijsgroene water beneden.

## Galerij
Witsen maakte vergelijkbare taferelen in Rotterdam, in Dordrecht (waar hij studies voor een serie van twaalf etsen maakte) en in 1914 zelfs in Venetië. Een belangrijke invloed op deze werken ging uit van James McNeill Whistler, die in 1889 in Nederland verbleef en te Dordrecht en Amsterdam twaalf bekend geworden etsen maakte van achterbuurten, eveneens vanuit een laag gezichtspunt in een bootje.

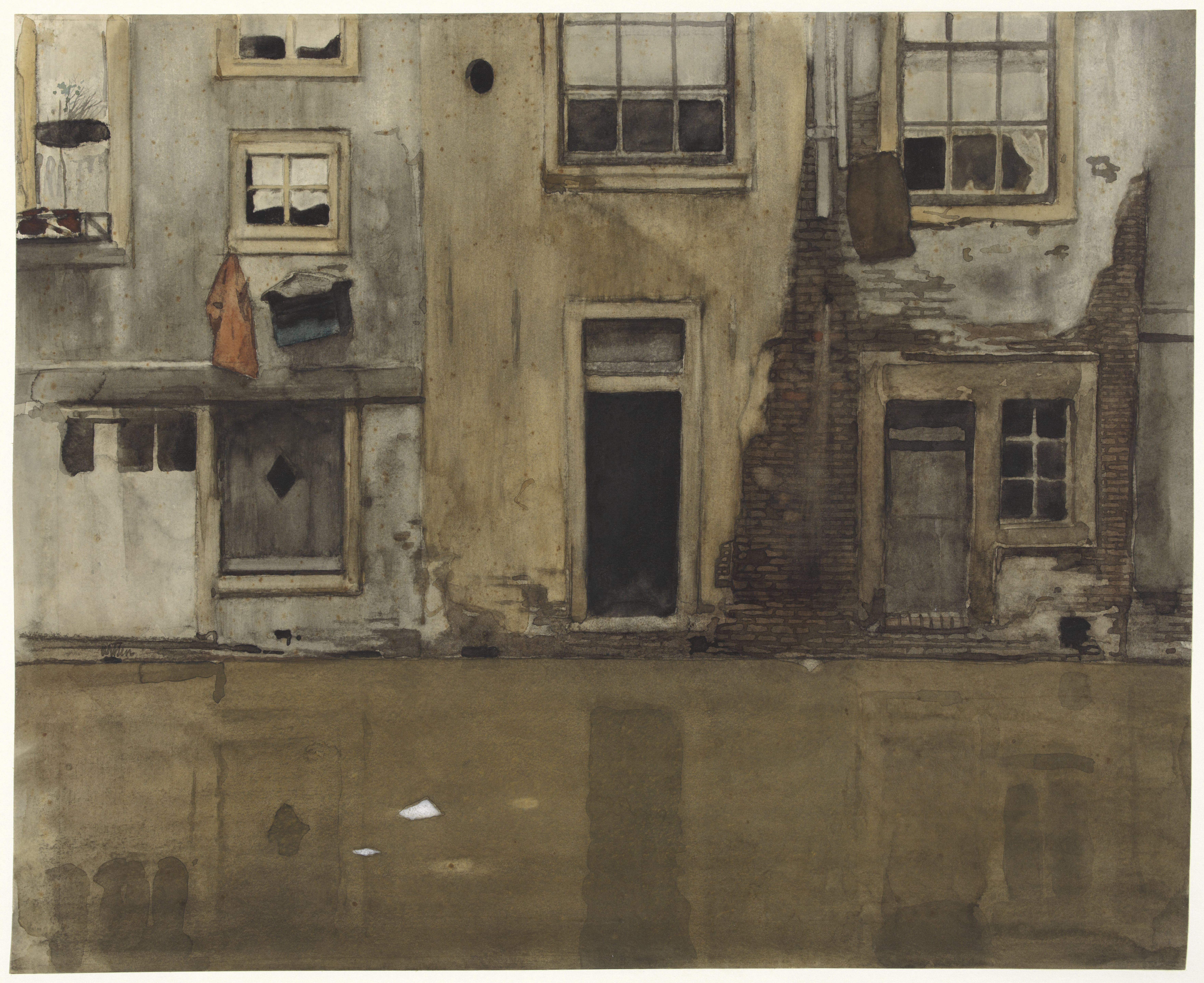
Vergelijkbare versie, Oudezijds Achterburgwal, Rijksmuseum
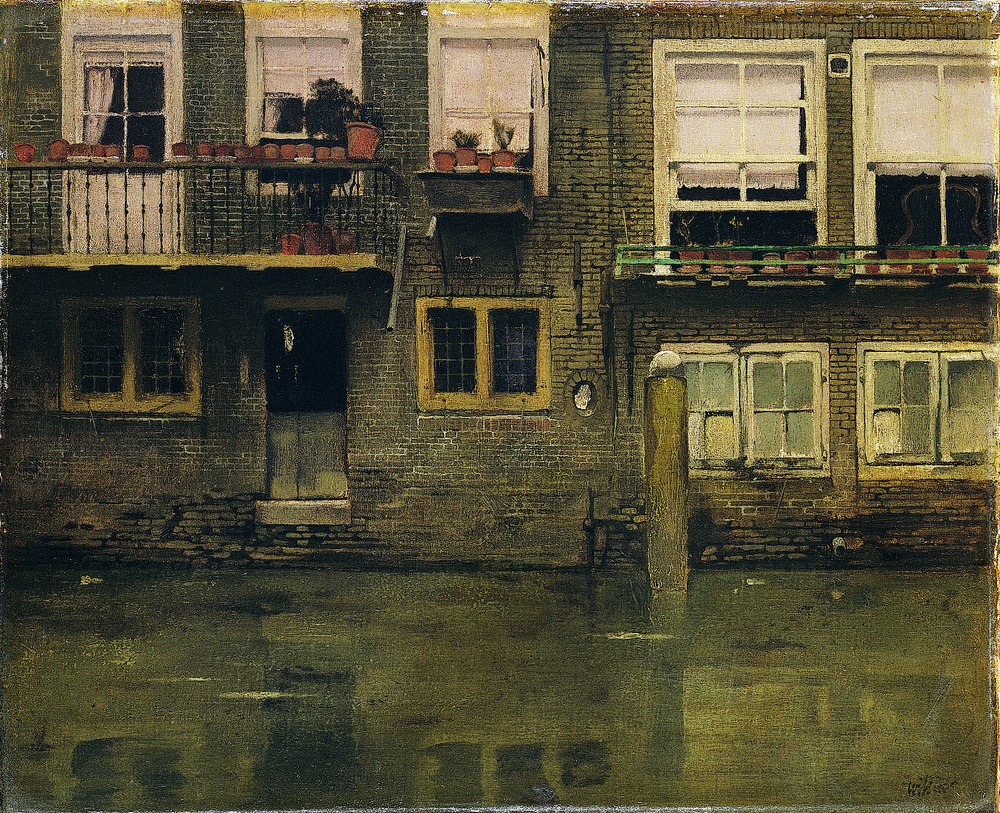
Huizen aan de Voorstraatshaven, Dordrecht, Dordrechts Museum
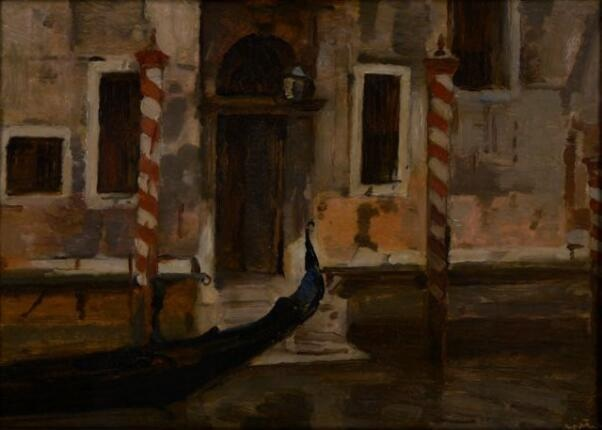
Canal Grande, Venetië, Dordrechts Museum